# Ober-Laudenbach
Ober-Laudenbach ist ein Stadtteil von Heppenheim (Bergstraße) im südhessischen Landkreis Bergstraße.

## Geschichte

### Vorgeschichte
Archäologische Funde (Hügelgräber) zeigen, dass die Gemarkung von Ober-Laudenbach bereits vor 2000 Jahren besiedelt war. 

### Mittelalter

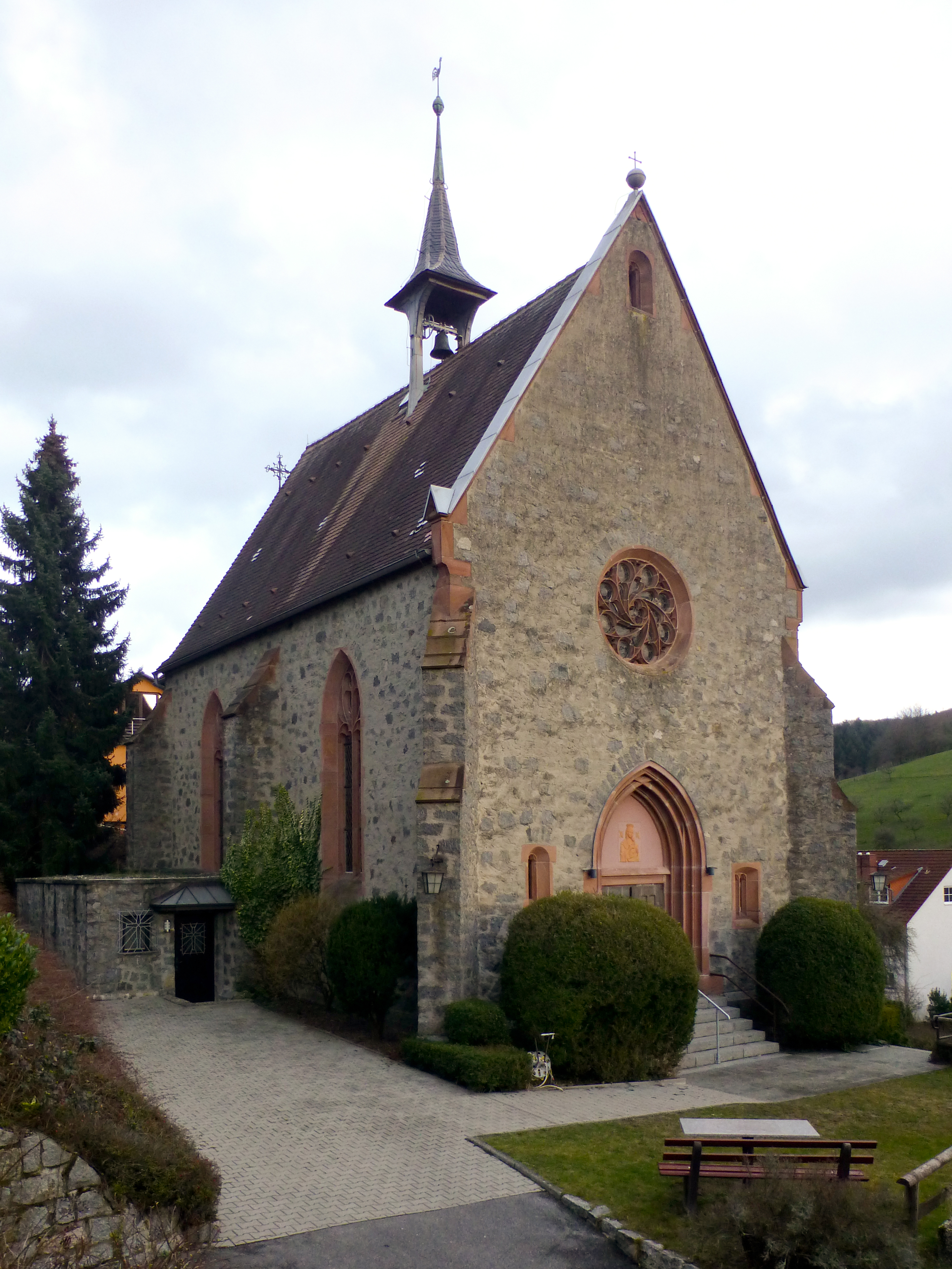
Kapelle zur Unbefleckten Empfängnis Mariens

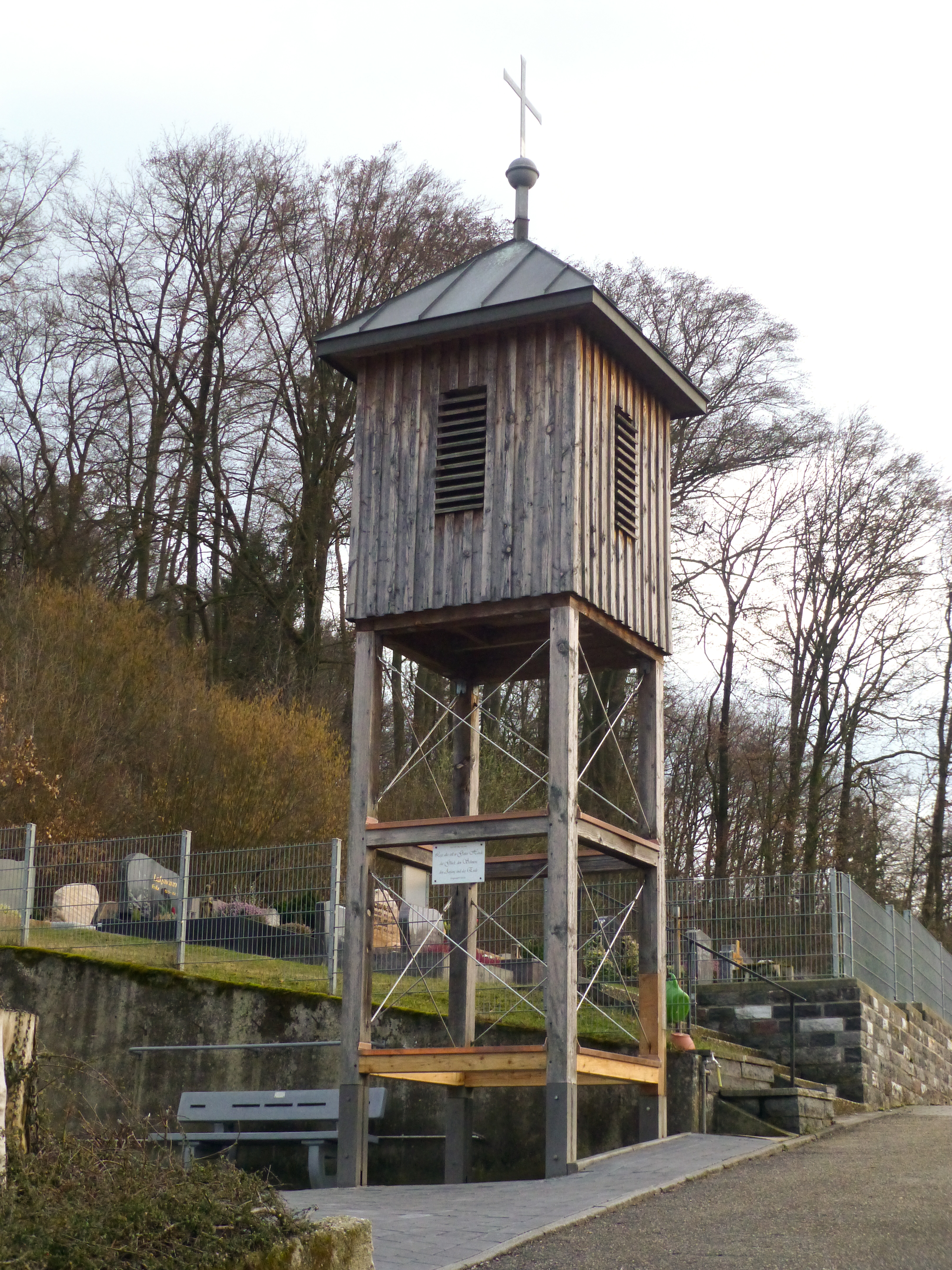
Der Friedhof-Glockenturm Ober-Laudenbach

Die älteste erhaltene Erwähnung von Laudenbach stammt von 795 unter dem Namen Lutenbach und findet sich in einer Urkunde, mit der Karl der Große die Grenzen der Mark Heppenheim festlegen ließ. Um 1200 wurde Ober-Laudenbach in einer Schenkungsliste des Klosters Lorsch als eigener Ort erwähnt, der sich wohl von der heute in Baden-Württemberg gelegenen Gemeinde Laudenbach abspaltete.
Laudenbach gehörte zu den Besitzungen des Klosters Lorsch, das 772 zur Reichsabtei erhoben wurde und damit dem König oder Kaiser direkt unterstellt war. Am 20. Januar 773 schenkte Karl der Große die Stadt Heppenheim nebst dem zugehörigen Bezirk, der ausgedehnten „Mark Heppenheim“, in der Laudenbach lag, dem Reichskloster. Der Blütezeit des Klosters folgte im 11. und 12. Jahrhundert sein Niedergang. 1232 wurde Lorsch dem Erzbistum Mainz unterstellt. 1378 ist die Zugehörigkeit des Ortes zum Besitz der Schenken von Erbach beurkundet zu deren Herrschaftsbereich er bis 1561 gehörte.
Die Gerichtsbarkeit über Ober-Laudenbach lag anfangs in Heppenheim, wo die Hohe Gerichtsbarkeit über „Diebstahl, Mordgeschrei, Steinwurf, Räuber und Ketzerei“ bis 1714 blieb.

### Frühe Neuzeit
1561 tauschten die Erbacher Schenken Georg, Eberhard und Valentin und Kurfürst Friedrich III. einige Gebiete, wobei Laudenbach zur Kurpfalz kam. Dort gehörte es zur Neuen Zent des Oberamtes Lindenfels, die sich seit 1556 der Reformation angeschlossen hatte.
Spätestens seit dem 17. Jahrhundert war das für den Ort zuständige Gericht das Zentgericht in Mittershausen, von dort konnte an das kurpfälzische Hofgericht appelliert werden.
Wie die gesamte Region dürfte auch Ober-Laudenbach stark unten den Folgen des Dreißigjährigen Kriegs gelitten haben. An der Bergstraße waren weite Gebiete außerhalb der befestigten Städte vollständig entvölkert. Bereits 50 Jahre nach Ende des Dreißigjährigen Krieges traf die Region der Pfälzische Erbfolgekrieg, als Frankreich versuchte, seine Grenzen nach Osten zu verschieben. Erst mit dem Frieden von Rijswijk 1697 zogen sich die Franzosen hinter den Rhein zurück.

### Neuzeit
Mit dem „Reichsdeputationshauptschluss“ vom 25. Februar 1803 wurden die territorialen Verhältnisse im Reich neu geregelt. Das Oberamt Lindenfels, und damit Ober-Laudenbach, gelangten so zur Landgrafschaft Hessen-Darmstadt, ab 1806 „Großherzogtum Hessen“. Unterlaudenbach gelangte dagegen an die Markgrafschaft Baden, ab 1806: „Großherzogtum Baden“. Die extrem kompliziert verlaufende Gemarkungsgrenze wurde Staatsgrenze. 

Im Zuge der Revolution von 1848/1849 im Großherzogtum Hessen fand am 24. Mai 1849 in Ober-Laudenbach eine Auseinandersetzung zwischen bewaffneten Revolutionären und Militär statt. Die Revolutionäre wollten die Paulskirchenverfassung verteidigen und sammelten sich dazu aus dem umliegenden Odenwald im Dorf. Der Dirigent der Regierungskommission des Regierungsbezirks Heppenheim, Christian Prinz, versuchte die Versammlung aufzulösen. Dabei wurde er erschossen, worauf es zu einer gewaltsamen Auseinandersetzung zwischen hessischem Militär und den Revolutionären kam. 13 Männer starben, 107 wurden verhaftet, die anderen entkamen, viele über die Grenze nach Baden. 
Nach der Novemberrevolution 1918 gehörte Ober-Laudenbach zum Volksstaat Hessen, nach dem Ende des Zweiten Weltkriegs 1945 befand sich der Ort in der amerikanischen Besatzungszone und folgend im Bundesland Hessen.
Im Zuge der Gebietsreform in Hessen wurde die bis dahin selbstständige Gemeinde Ober-Laudenbach am 31. Dezember 1971 nach Heppenheim eingemeindet. Für Ober-Laudenbach wurde ein Ortsbezirk mit Ortsbeirat und Ortsvorsteher nach der Hessischen Gemeindeordnung gebildet.

### Historische Beschreibungen
Die Geographisch-Historischen Beschreibung der Kurfürstl. Pfalz am Rheine von 1786 berichtet über den damals kurpfälzischen Ort:

„Ober-Laudenbach, ein Dorf, und zwar das größte in dieser Zent, liegt drei Stunden von Lindenfels südwestwärts, und hat zu Nachbarn gegen Ost Banzweiler und das Kurmainzische Ober-Liebersbach; gegen Süd den Balzendacher Hof; gegen West Unter-Laudenbach; gegen Norden den Heppenheim Wald. Es wird zu Unterschiede des zum Oberamte Ladenburg gehörigen gleichnamigen Fleckens Ober-Laudenbach genannt. Schon in Beschreibung der Huben des Klosters Lorsch heiset es superior Ludenbach. Oberhalb des Dorfes entspringet die Laudenbach, wovon beide Orte den Namen führen, treibet im Dorfe eine Mühle und flieset nach Unter-Laudenbach. Im J. 1784 wurden dahier verzeichnet 42 Familien, mit 161 Seelen, 24 Häuser 194 M. Aecker, 25 M. Wiesen, 7 M. Gärten und 4 M. Wald, die zu den Hüben gehören. … Sämtliche Religionsgenossen sind nach Unter-Laudenbach eingepfarret. Der große Zehnten ist wie vorhergehender der Kurpfälzischen Hofkammer und der Kurmainzischen wegen des Klosters Lorsch gemeinschaftlich. Den kleinen aber genieset der zeitliche Oberamtmann. (des Oberamtes)“

Die Statistisch-topographisch-historische Beschreibung des Großherzogthums Hessen berichtet 1829 über den jetzt zum Großherzogtum Hessen gehörigen Ort:

„Oberlaudenbach (L. Bez. Lindenfels) evangel. Protest. und kath. Filialdorf; liegt 3 St. von Lindenfels besteht aus 44 Häusern und hat 340 Einw. Darunter sind 164 die zur badischen evangel. Protest. Pfarrei Unterlaudenbach gehören und 176 die zu badischen kath. Pfarrei Hemsbach eingepfarrt sind. Der Ort kam 1561 tauschweise von Erbach an Churpfalz und 1802 an Hessen.“

### Verwaltung
In der hessischen Zeit wechselten die zuständigen Verwaltungseinheiten mehrfach infolge von Verwaltungsreformen. Zunächst gehörte der Ort noch zur Amtsvogtei Lindenfels und ab 1812 wurde Ober-Laudenbach vom Amt Heppenheim verwaltet. 1821 wurden im Rahmen einer umfassenden Verwaltungsreform die Ämter in den Provinzen Starkenburg und Oberhessen des Großherzogtums aufgelöst und Landratsbezirke geschaffen, wobei Ober-Laudenbach dem Landratsbezirk Lindenfels zugeteilt wurde.
1832 wurden die Einheiten weiter vergrößert und es wurden Kreise geschaffen. Nach der am 20. August 1832 bekanntgegebenen Neugliederung sollte es in Süd-Starkenburg künftig nur noch die Kreise Bensheim und Lindenfels geben; der Landratsbezirk von Heppenheim sollte in den Kreis Bensheim fallen. Noch vor dem Inkrafttreten der Verordnung zum 15. Oktober 1832 wurde diese aber dahingehend revidiert, dass statt des Kreises Lindenfels neben dem Kreis Bensheim der Kreis Heppenheim als zweiter Kreis gebildet wurde, zu dem jetzt Ober-Laudenbach gehörte.
1842 wurde das Steuersystem im Großherzogtum reformiert und der Zehnte und die Grundrenten (Einnahmen aus Grundbesitz) wurden durch ein Steuersystem ersetzt, wie es in den Grundzügen heute noch existiert.
Infolge der Märzrevolution 1848 wurden mit dem „Gesetz über die Verhältnisse der Standesherren und adeligen Gerichtsherren“ vom 15. April 1848 die standesherrlichen Sonderrechte endgültig aufgehoben.
Darüber hinaus wurden in den Provinzen, die Kreise und die Landratsbezirke des Großherzogtums am 31. Juli 1848 abgeschafft und durch „Regierungsbezirke“ ersetzt,
wobei die bisherigen Kreise Bensheim und Heppenheim zum Regierungsbezirk Heppenheim vereinigt wurden. Bereits vier Jahre später kehrte man aber zur Einteilung in Kreise zurück. Ober-Laudenbach gehörte jetzt wieder zum Kreis Heppenheim.
Am 1. November 1938 wurde in Hessen eine einschneidende Gebietsreform in den drei Provinzen Starkenburg, Rheinhessen und Oberhessen durchgeführt. In Starkenburg war der Kreis Bensheim besonders betroffen, da er aufgelöst und zum größten Teil dem Kreis Heppenheim zugeschlagen wurde. Der Kreis Heppenheim übernahm auch die Rechtsnachfolge des Kreises Bensheim und erhielt den neuen Namen Landkreis Bergstraße.
Im Jahr 1961 wurde die Gemarkungsgröße mit 221 ha angegeben, davon waren 37 ha Wald.
Verwaltungsgeschichte im Überblick
Die folgende Liste zeigt die Staaten und Verwaltungseinheiten, denen Ober-Laudenbach angehört(e):
- vor 1561: Heiliges Römisches Reich, Grafschaft Erbach
- ab 1561: Heiliges Römisches Reich, Kurpfalz, Oberamt Lindenfels, Neu-Zent
- ab 1777: Heiliges Römisches Reich, Kurfürstentum Pfalzbayern (durch Erbfall), Pfalzgrafschaft bei Rhein, Oberamt Lindenfels, Neu-Zent
- ab 1803: Heiliges Römisches Reich, Landgrafschaft Hessen-Darmstadt,[Anm. 2] Fürstentum Starkenburg, Amt Lindenfels
- ab 1806: Großherzogtum Hessen,[Anm. 3] Fürstentum Starkenburg, Amt Lindenfels[18]
- ab 1812: Großherzogtum Hessen, Fürstentum Starkenburg, Amt Heppenheim
- ab 1815: Großherzogtum Hessen[Anm. 4], Provinz Starkenburg, Amt Heppenheim
- ab 1821: Großherzogtum Hessen, Provinz Starkenburg, Landratsbezirk Lindenfels[Anm. 5]
- ab 1832: Großherzogtum Hessen, Provinz Starkenburg, Kreis Heppenheim
- ab 1848: Großherzogtum Hessen, Regierungsbezirk Heppenheim
- ab 1852: Großherzogtum Hessen, Provinz Starkenburg, Kreis Heppenheim
- ab 1871: Deutsches Reich,[Anm. 6] Großherzogtum Hessen, Provinz Starkenburg, Kreis Heppenheim
- ab 1918: Deutsches Reich, Volksstaat Hessen,[Anm. 7] Provinz Starkenburg, Kreis Heppenheim
- ab 1938: Deutsches Reich, Volksstaat Hessen, Landkreis Bergstraße[19][Anm. 8]
- ab 1945: Amerikanische Besatzungszone,[Anm. 9] Groß-Hessen, Regierungsbezirk Darmstadt, Landkreis Bergstraße
- ab 1946: Amerikanische Besatzungszone, Land Hessen, Regierungsbezirk Darmstadt, Landkreis Bergstraße
- ab 1949: Bundesrepublik Deutschland, Land Hessen, Regierungsbezirk Darmstadt, Landkreis Bergstraße
- ab 1972: Bundesrepublik Deutschland, Land Hessen, Regierungsbezirk Darmstadt, Landkreis Bergstraße, Stadt Heppenheim[Anm. 10]

### Gerichte seit 1821
Die gerichtliche Zuständigkeit wechselte mehrfach. Nach Auflösung der historischen Ämter und der Trennung von Justiz und Verwaltung auch auf unterer Ebene 1821 war zunächst das Landgericht Fürth zuständig. Zum 1. April 1840  wechselt Ober-Laudenbach in den Zuständigkeitsbereich des Landgerichts Lorsch. Nach Umsetzung des Gerichtsverfassungsgesetzes im Großherzogtum mit Wirkung vom 1. Oktober 1879 wurden die bisherigen Landgerichte durch Amtsgerichte an gleicher Stelle ersetzt, während die neu geschaffenen Landgerichte nun als Obergerichte fungierten. In Ober-Laubach war nun das Amtsgericht Lorsch zuständig, das im Bezirk des Landgerichts Darmstadt lag. Zum 1. Oktober 1934 wurde das Amtsgericht Lorsch aufgelöst und Ober-Laudenbach dem Amtsgericht Bensheim zugeteilt.

## Bevölkerung

### Einwohnerstruktur 2011
Nach den Erhebungen des Zensus 2011 lebten am Stichtag dem 9. Mai 2011 in Ober-Laudenbach 690 Einwohner. Darunter waren 30 (4,3 %) Ausländer.
Nach dem Lebensalter waren 120 Einwohner unter 18 Jahren, 300 waren zwischen 18 und 49, 171 zwischen 50 und 64 und 99 Einwohner waren älter.
Die Einwohner lebten in 288 Haushalten. Davon waren 69 Singlehaushalte, 96 Paare ohne Kinder und 96 Paare mit Kindern, sowie 21 Alleinerziehende und 6 Wohngemeinschaften. In 45 Haushalten lebten ausschließlich Senioren und in 216 Haushaltungen leben keine Senioren.

### Einwohnerentwicklung
| • 1784: | 161 Seelen, 42 Familien in 24 Häuser |
| • 1806: | 236 Einwohner, 38 Häuser             |
| • 1829: | 340 Einwohner, 44 Häuser             |
| • 1867: | 392 Einwohner, 52 Häuser             |

| Ober-Laudenbach: Einwohnerzahlen von 1784 bis 2011 | Ober-Laudenbach: Einwohnerzahlen von 1784 bis 2011 | Ober-Laudenbach: Einwohnerzahlen von 1784 bis 2011 | Ober-Laudenbach: Einwohnerzahlen von 1784 bis 2011 | Ober-Laudenbach: Einwohnerzahlen von 1784 bis 2011 |
| --- | -------------------------------------------------- | -------------------------------------------------- | -------------------------------------------------- | -------------------------------------------------- |
| Jahr |                                                    |                                                    |                                                    | Einwohner                                          |
| 1784 | 1784                                               |                                                    | 161                                                | 161                                                |
| 1806 | 1806                                               |                                                    | 236                                                | 236                                                |
| 1829 | 1829                                               |                                                    | 340                                                | 340                                                |
| 1834 | 1834                                               |                                                    | 398                                                | 398                                                |
| 1840 | 1840                                               |                                                    | 402                                                | 402                                                |
| 1846 | 1846                                               |                                                    | 378                                                | 378                                                |
| 1852 | 1852                                               |                                                    | 389                                                | 389                                                |
| 1858 | 1858                                               |                                                    | 418                                                | 418                                                |
| 1864 | 1864                                               |                                                    | 397                                                | 397                                                |
| 1871 | 1871                                               |                                                    | 360                                                | 360                                                |
| 1875 | 1875                                               |                                                    | 366                                                | 366                                                |
| 1885 | 1885                                               |                                                    | 331                                                | 331                                                |
| 1895 | 1895                                               |                                                    | 341                                                | 341                                                |
| 1905 | 1905                                               |                                                    | 370                                                | 370                                                |
| 1910 | 1910                                               |                                                    | 356                                                | 356                                                |
| 1925 | 1925                                               |                                                    | 335                                                | 335                                                |
| 1939 | 1939                                               |                                                    | 310                                                | 310                                                |
| 1946 | 1946                                               |                                                    | 378                                                | 378                                                |
| 1950 | 1950                                               |                                                    | 402                                                | 402                                                |
| 1956 | 1956                                               |                                                    | 389                                                | 389                                                |
| 1961 | 1961                                               |                                                    | 403                                                | 403                                                |
| 1967 | 1967                                               |                                                    | 526                                                | 526                                                |
| 1970 | 1970                                               |                                                    | 496                                                | 496                                                |
| 1980 | 1980                                               |                                                    | ?                                                  | ?                                                  |
| 1990 | 1990                                               |                                                    | ?                                                  | ?                                                  |
| 2000 | 2000                                               |                                                    | ?                                                  | ?                                                  |
| 2011 | 2011                                               |                                                    | 690                                                | 690                                                |
| Datenquelle: Historisches Gemeindeverzeichnis für Hessen: Die Bevölkerung der Gemeinden 1834 bis 1967. Wiesbaden: Hessisches Statistisches Landesamt, 1968. Weitere Quellen: LAGIS; Zensus 2011: |                                                    |                                                    |                                                    |                                                    |

### Historische Religionszugehörigkeit
| • 1829: | 164 evangelische (= 48,24 %) und 176 katholische (= 51,76 %) Einwohner      |
| • 1961: | 162 evangelische (= 40,20 %), 232 römisch-katholische (= 57,57 %) Einwohner |

## Politik

### Ortsbeirat
Für Ober-Laudenbach besteht ein Ortsbezirk (Gebiete der ehemaligen Gemeinde Ober-Laudenbach) mit Ortsbeirat und Ortsvorsteher nach der Hessischen Gemeindeordnung.
Der Ortsbeirat besteht aus sieben Mitgliedern. Seit den Kommunalwahlen 2021 gehören ihm ein Mitglied der SPD, ein Mitglied der FDP und fünf Mitglieder der CDU an.
Ortsvorsteher ist Sebastian  Lang (CDU).

### Grenzverlauf

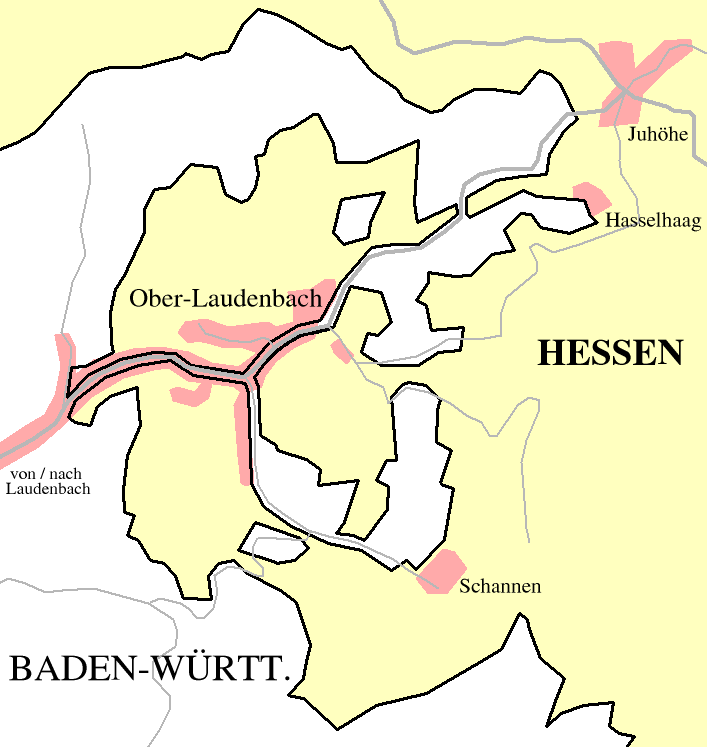
Grenzverlauf zwischen Hessen und Baden-Württemberg bei Ober-Laudenbach

Der Stadtteil weist eine Kuriosität im Grenzverlauf zwischen Hessen und Baden-Württemberg auf, denn sein nördlicher Teil bildet aus historischen Gründen eine Enklave in baden-württembergischem Gebiet, die durch eine baden-württembergische Straße vom hessischen Hauptgebiet getrennt ist. Innerhalb dieser Enklave befindet sich wiederum eine baden-württembergische Exklave.
Eine zweite baden-württembergische Exklave befindet sich im südlichen Stadtteil in hessischem Gebiet, dieser Teil Ober-Laudenbachs ist zudem noch eine Exklave der Stadt Heppenheim, da er von dieser durch die hessische Gemeinde Mörlenbach getrennt ist.

## Wandern
Im Osten Ober-Laudenbachs befindet sich der vom Geo-Naturpark Bergstraße-Odenwald betreute Wanderparkplatz Wolfslücke. Dieser bietet drei Rundwanderungen an, die auch auf der Wanderkarte 8 Bergstraße-Weschnitztal der Naturparks Bergstraße-Odenwald und Neckartal-Odenwald zu finden sind. Es handelt sich dabei um
1. den Sommerhofweg, eine aussichtsreiche Wanderung zur Juhöhe,[26]
2. den Steinkopfweg, eine eindrucksvolle Wanderung am Steinkopf entlang und durch Ober-Laudenbach,[27]
3. den Kreuzbergweg, eine abwechslungsreiche Wanderung zum Hemsbacher Kreuzberg.[28]